# 杰迪代
杰迪代（阿拉伯语：‎）位于摩洛哥西部大西洋畔，是杰迪代省的首府。
2004年，葡萄牙人在杰迪代建築的馬扎岡城堡入选联合国教科文组织世界文化遗产。

## 名人
- 德里斯·什赖比：作家

## 友好城市
- 法國 塞特
- 法國 维耶尔宗
- 意大利阿伦扎诺
- 美国华盛顿州塔科马

## 登录基准
该世界遗产被认为满足世界遺產登錄基準中的以下基準而予以登錄：
- （ii）在某期间或某种文化圈里对建筑、技术、纪念性艺术、城镇规划、景观设计之发展有巨大影响，促进人类价值的交流。
- （iv）关于呈现人类历史重要阶段的建筑类型，或者建筑及技术的组合，或者景观上的卓越典范。